# بيشي عليا (مقاطعة تشرداول)
بيشي عليا (بالفارسية: بیشی علیا) هي قرية تقع في قسم زردلان الريفي (مقاطعة تشرداول) في إيران. يقدر عدد سكانها بـ 32 نسمة بحسب إحصاء 2016.